# Niccolò Marcello

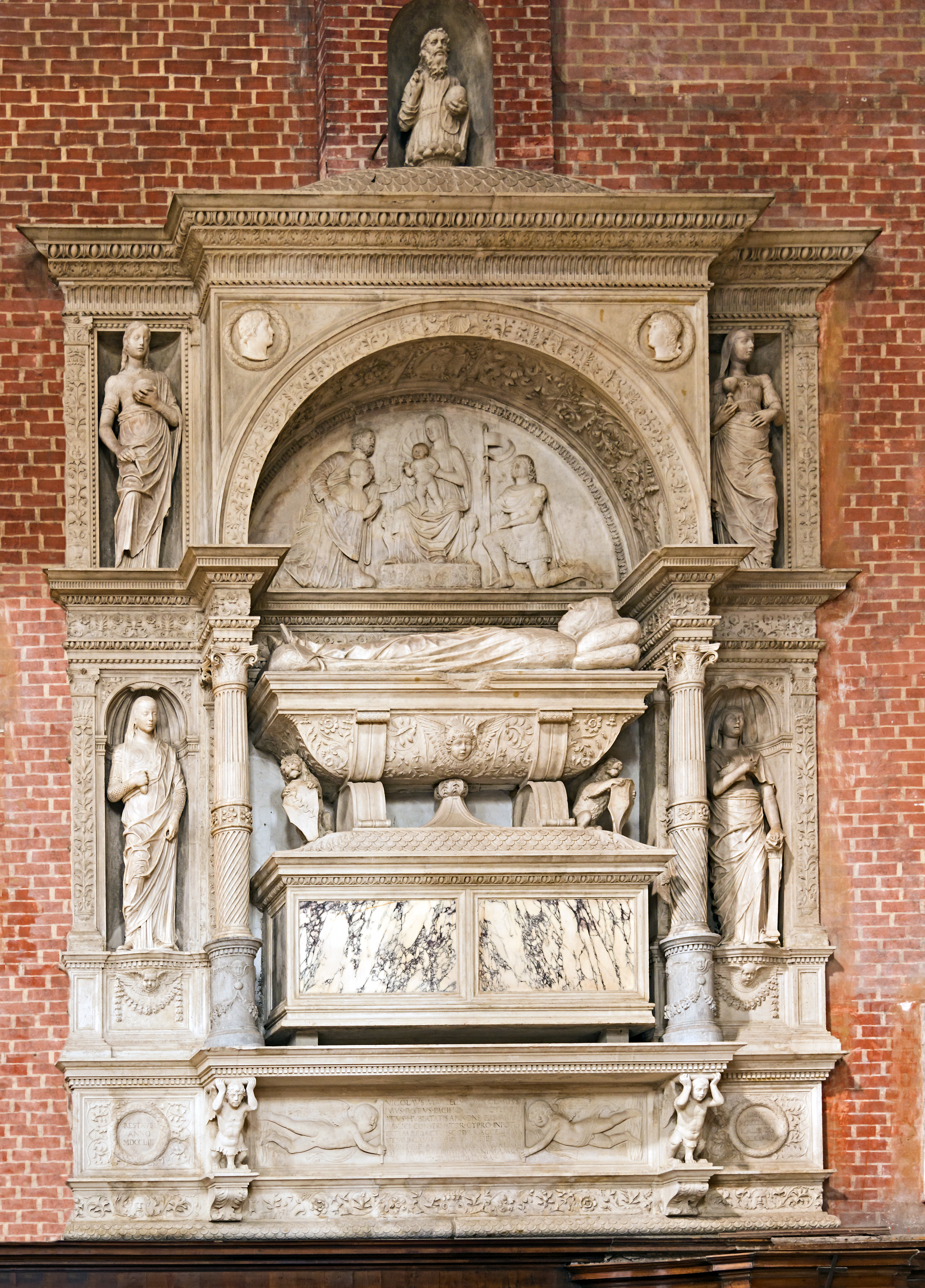
Jego grób.

Niccolò Marcello lub Nicolò Marcello – doża Wenecji od 13 sierpnia 1473 do 1474.